# No Milk Today
Singles de Herman's Hermits
Dandy
(1966) East West
(1966)
No Milk Today est une chanson du groupe de rock britannique Herman's Hermits.

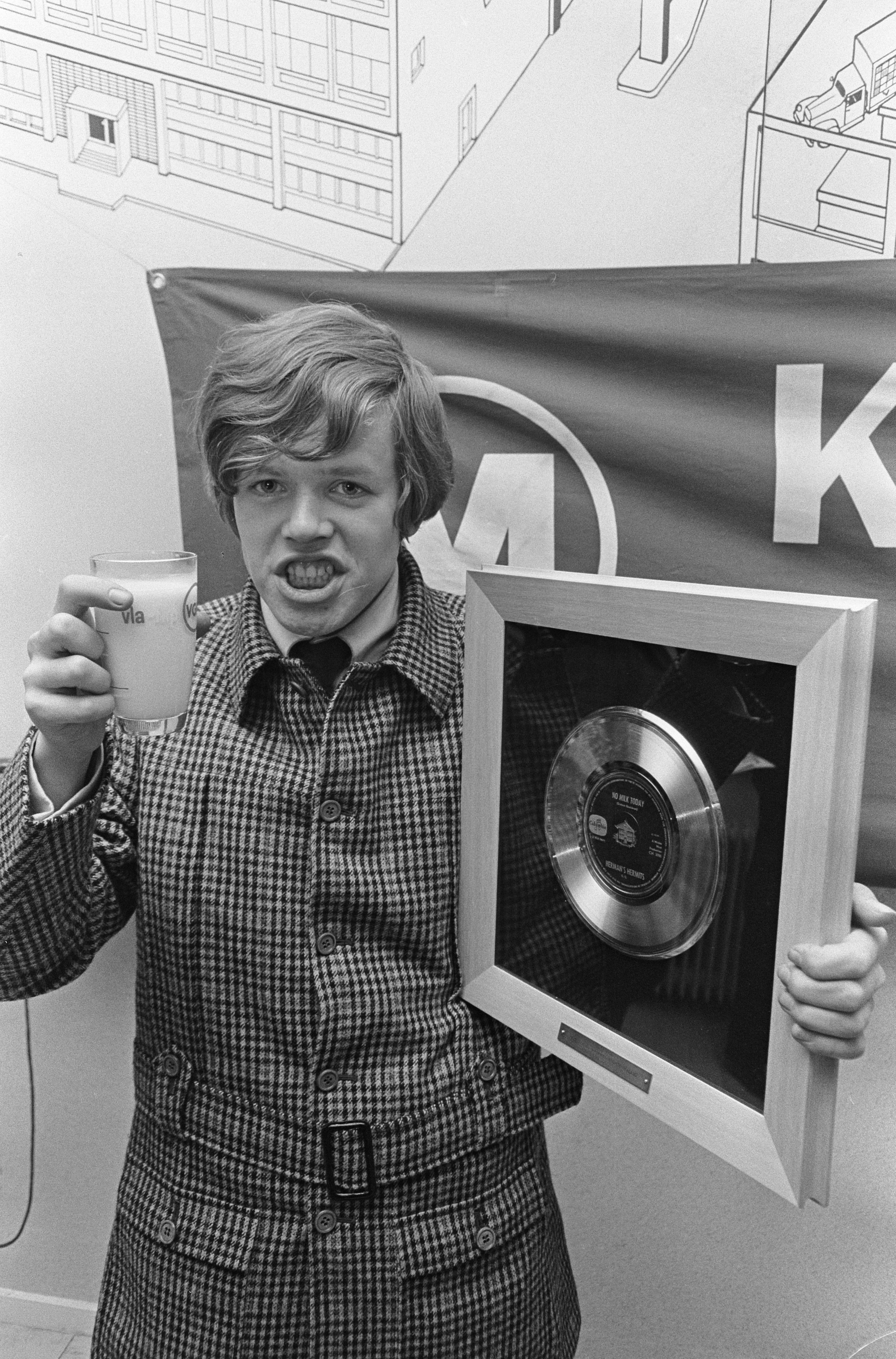
Le 16 décembre 1966, un des chanteurs du groupe, Herman de son vrai nom Peter Noone invité dans une laiterie industrielle d'Hilversum aux Pays-Bas, tient d'une main un disque d'or obtenu par Herman's Hermits pour No Milk Today… tout en tenant de l'autre un verre de lait.

Elle sort en simple en octobre 1966 au Royaume-Uni, avec la chanson My Reservation's Been Confirmed en face B, et se classe no 7 des charts. Elle connaît le succès dans d'autres pays d'Europe, notamment en France. Elle figure sur l'album There's a Kind of Hush All Over the World qui sort l'année suivante. 
Elle est écrite par Graham Gouldman, qui la reprend en solo en 1968 sur son album The Graham Gouldman Thing ; sa version ressort en simple, et figurera en 2006 sur la compilation Greatest Hits ... And More de son propre groupe 10cc.
Le disque est produit par Mickie Most et les arrangements sont de John Paul Jones, qui joue aussi de la basse, tandis que Jimmy Page, son futur complice au sein de Led Zeppelin, est à la guitare.

## Reprises
- En 1967 Frank Alamo chantera l'adaptation en français sous le titre À travers les carreaux[3].
- En 2004, le groupe Royal Gigolos reprendra ce tube.